# Gräggholm
Gräggholm är en ö nära Kirjais i Nagu,  Finland.   Den ligger i Pargas stad i den ekonomiska regionen  Åboland  och landskapet Egentliga Finland. Ön ligger omkring 4 kilometer norr om Kirjais, omkring 5 kilometer sydost om Nagu kyrka,  37 kilometer sydväst om Åbo och 160 km väster om Helsingfors. Närmaste allmänna förbindelse är förbindelsebryggan vid Kirjais som trafikeras av M/S Nordep och M/S Cheri.
Terrängen på Gräggholm är platt. Öns högsta punkt är 19 meter över havet. I omgivningarna runt Gräggholm växer i huvudsak barrskog.